# Вотуло, Макс
Макс Вотуло (индон. Max Arie Wotulo; 5 августа 1932, Северный Сулавеси — 2000) — индонезийский шахматист, международный мастер (1969), международный судья (1978).
Участник ряда чемпионатов Индонезии. Лучшие результаты показал в 1955 и 1960 гг. (оба раза участвовал в дележе 2-3 места).
В составе национальной сборной участник следующих соревнований:
- 5 олимпиад (1960, 1966, 1970—1972, 1978).
- 1-й командный чемпионат Азии (1974) в Пинанге. М Вотуло играл на 3-й доске и завоевал 2 бронзовые медали — в команде и в индивидуальном зачёте.